# Echo Park (Los Angeles)
Echo Park è un quartiere collinoso nel Northwest di Los Angeles. Si trova a nord-ovest della Downtown e a sud-est di Hollywood. Secondo il censimento del 2000 la popolazione era di 40 455 abitanti.

## Storia
Alla fine del XIX secolo, quando le colline sulle quali oggi sorge il distretto erano ancora ricoperte dalla vegetazione nativa, un tram trainato da cavalli serviva i trasporti lungo la strada sterrata che oggi è Echo Park Avenue.
La comunità di Echo Park fu fondata dall'imprenditore edile Thomas Kelly. Alla fine degli anni 1880 Kelly si riunì assieme ad un gruppo di investitori locali iniziando a vendere lotti di terreno da lui chiamato "the Montana tract".
Echo Park, prima della costruzione del parco dal quale poi ha preso il nome, era in origine chiamato Edendale. Il nome originale sopravvive oggi solamente nelle divisioni dell'ufficio postale e della biblioteca pubblica di Los Angeles denominate appunto Edendale.
Prima che gli studi cinematografici venissero spostati ad Hollywood, appena prima della prima guerra mondiale, l'industria cinematografica era incentrata ad Echo Park. Gli studi di Mack Sennett vi hanno avuto sede fino alla fine dell'epoca del cinema muto.
Nel quartiere furono girati un gran numero di film muti ed alcuni cortometraggi di Stanlio e Ollio, Charlie Chaplin, delle Simpatiche canaglie, di Ben Turpin, Roscoe Arbuckle, Chester Conklin e dei tre marmittoni. Sulle colline del distretto furono girati anche alcuni film western.